# Żyła szyjna przednia

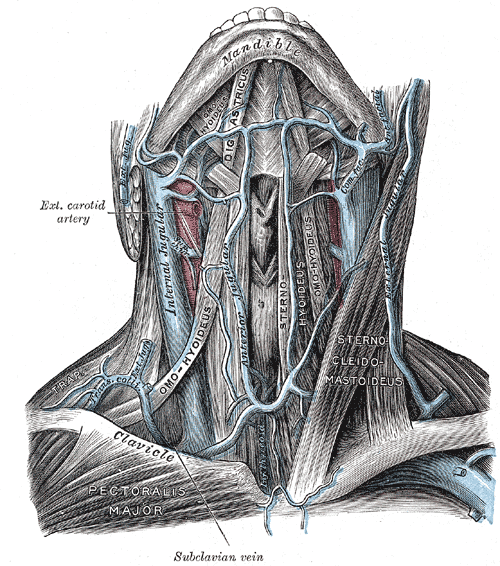
Żyły szyi, widok z przodu. Żyła szyjna przednia podpisana Anterior Jugular.

Żyła szyjna przednia (łac. vena jugularis anterior) – w anatomii człowieka niestała i zmienna żyła powierzchowna szyi.
Rozpoczyna się w okolicy podbródkowej na mięśniu żuchwowo-gnykowym i mostkowo-gnykowym z połączenia kilku powierzchownych żył dna jamy ustnej. Schodzi w dół między linią środkową szyi i brzegiem mięśnia mostkowo-obojczykowo-sutkowego. Kieruje się do przestrzeni nadmostkowej po czym skręca ku bokowi, pod mięsień mostkowo-obojczykowo-sutkowy, ale pozostając nad mięśniami podgnykowymi, po czym wpada do żyły szyjnej zewnętrznej lub bezpośrednio do żyły podobojczykowej. Wielkość naczynia jest odwrotnie proporcjonalna do rozmiarów żyły szyjnej zewnętrznej. 
Obie żyły szyjne przednie, prawa i lewa, wytwarzają zazwyczaj między sobą dwa zespolenia: pierwsze, stosunkowo małe i niestałe, zwane jest zespoleniem przedgnykowym, drugie – silne, 1–3 cm powyżej rękojeści mostka, z przodu blaszki przedtchawiczej powięzi szyi – to łuk żylny szyi (łuk nadmostkowy). Może (jako odmiana) formować pojedynczy lub parzysty pień wzdłuż środka szyi (żyła pośrodkowa szyi – vena mediana cervicis).
W żyle szyjnej przedniej nie są obecne zastawki.
Głównymi dopływami są dolne gałązki tarczowe i nieregularne połączenia z żyłami grasiczymi, śródpiersiowymi, żyłą szyjną wewnętrzną, żyłą twarzową.